# Graf funkcije
Gráf fúnkcije je v matematiki osnovni način za prikaz funkcije. Graf funkcije f je definiran kot množica urejenih parov (x,y), za katere velja med komponentama zveza y = f(x). Pri splošni funkciji f: A →B je graf podmnožica kartezičnega produkta A × B. 
Če je f običajna realna funkcija realne spremenljivke, je njen graf podmnožica kartezične ravnine in se ga lahko nariše v kartezičnem koordinatnem sistemu.
Graf funkcije zelo pomaga pri preučevanju značilnosti funkcij, zato velja za eno od najosnovnejših metod matematične analize.
Značilnosti, ki jih matematika preučuje v povezavi z grafom:
- naraščanje in padanje funkcije
- omejenost funkcije
- ničle funkcije
- poli funkcije
- ekstremi funkcije (minimumi in maksimumi)
- sodost in lihost funkcije
- konveksnost in konkavnost funkcije